# Expédition Palliser
Pour les articles homonymes, voir Palliser.
L'expédition Palliser  est une expédition britannique d'exploration et d'arpentage des prairies du Canada de l'Ouest qui dura de 1857 à 1860. L'expédition était dirigée par John Palliser. 

## Participants
Parmi les participants:
- John Palliser, géographe
- James Hector, géologue, naturaliste, et chirurgien
- Eugène Bourgeau, botaniste
- Thomas Blakiston, observateur magnétique
- John W. Sullivan, mathématicien et chargé de l'orientation (sextant)

## Illustrations

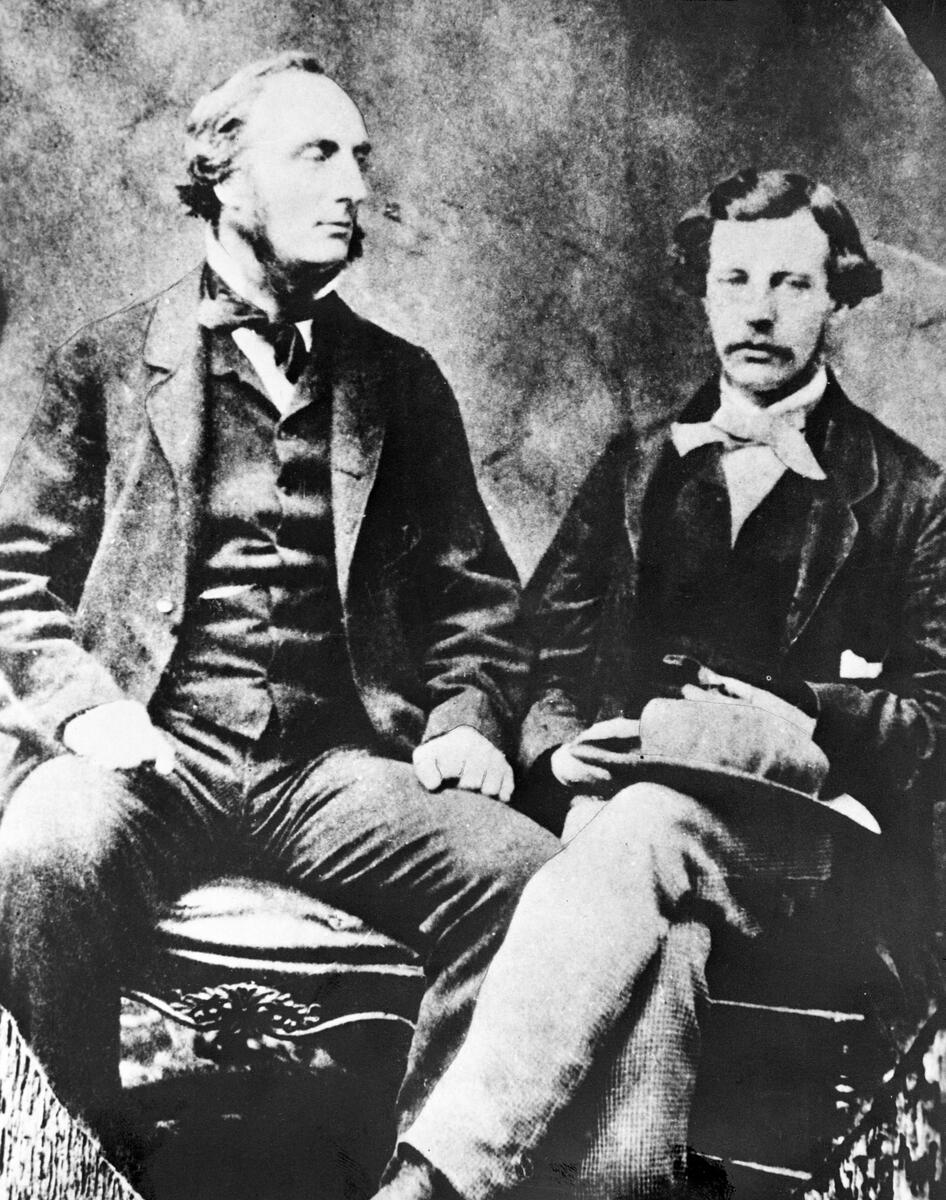
Le capitaine John Palliser et James Hector
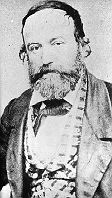
Eugène Bourgeau
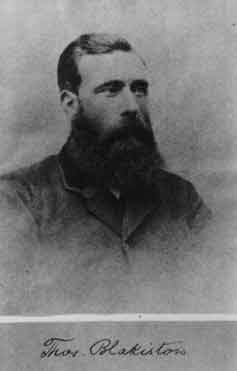
Thomas Wright Blakiston

## Conclusions
Trois ans après la fin de l'expédition, après avoir publié le récit de son séjour dans l'Ouest canadien, Palliser présenta son rapport au Parlement britannique, en 1863. Une carte détaillée des régions traversées fut publiée en 1865. Le Triangle de Palliser fut exploré pour la première fois par cette expédition qui conclut que cette région était trop aride pour l'agriculture, ce qui fut nié dans un premier temps par les officiels canadiens basés à Ottawa et désireux de voir l'Ouest se peupler. Dans les années 1930, cependant, cette affirmation se révéla exacte, au détriment de ceux qui avaient essayé d'y implanter des cultures.